# Rhodostrophia iranica
Rhodostrophia iranica är en fjärilsart som beskrevs av Leo Schwingenschuss 1939. Rhodostrophia iranica ingår i släktet Rhodostrophia och familjen mätare. Inga underarter finns listade.